# Natrijev dodecilsulfat
Natrijev dodecilsulfat, bolje znan kot natrijev lavrilsulfat (ali lavril sulfat; NaDS, SDS ali SLS), je sintetična organska spojina z molekulsko formulo CH3(CH2)11SO4Na. To je anionska površinsko aktivna snov, ki se jo uporablja v številnih čistilnih in negovalnih izdelkih. Je natrijeva sol organosulfata. Sestavljen je iz repa 12 ogljikovih atomov, pritrjenih na sulfatno skupino, torej gre za natrijevo sol dodecil hidrogensulfata, estra dodecil alkohola in žveplove kisline. Ogljikovodikov rep v kombinaciji s polarno glavo dajeta spojini amfifilne lastnosti, zaradi česar je uporabna kot detergent. Kot sestavina zmesi, proizvedene iz poceni kokosovega in palminega olja, natrijev lavrilsulfat je pogosta sestavina mnogih čistilnih sredstev za dom, osebno higieno ter kozmetičnih, farmacevtskih in živilskih izdelkov.